# アムナー・カウクルアムアン
アムナー・カウクルアムアン（タイ語ラテン翻字: Amnaj Khaokhrueamuang、1978年12月 - ）は、日本の観光学者（観光科学）。学位は博士（観光科学）（首都大学東京・2014年）。静岡県立大学経営情報学部准教授・大学院経営情報イノベーション研究科准教授。
```
プラナコーンラーチャパット大学
英語教師、
和歌山大学
国際観光学研究センター講師などを歴任した。
```

## 概要
タイ出身の観光学者である。ピブーンソンクラームラーチャパット大学、シーナカリンウィロート大学、首都大学東京にて学んだ。農村観光などエコツーリズムについての研究で知られる。 プラナコーンラーチャパット大学、和歌山大学、静岡県立大学で教鞭を執り、後進を育てた。

## 来歴

### 生い立ち
1978年12月に生まれ、タイで育った。ピッサヌローク県に所在するピブーンソンクラームラーチャパット大学に進学し、人文学部のビジネス英語学科にて学んだ。ピブーンソンクラームラーチャパット大学は、タイに約40校あり教員養成などを担っていたラーチャパット大学機構に属する大学の一つである。2001年3月、ピブーンソンクラームラーチャパット大学を卒業した。大学卒業後は、バンコク都にあるプラナコーンラーチャパット大学に採用され、2001年9月より中学校や高等学校など中等教育の英語について講じる教師となった。このプラナコーンラーチャパット大学も、母校であるピブーンソンクラームラーチャパット大学と同じくラーチャパット大学機構に属する大学の一つである。
しかし、その後も向学心を断ちがたく、バンコク都に所在するシーナカリンウィロート大学の大学院に進学し、エコツーリズム計画経営学域にて学んだ。シーナカリンウィロート大学は、タイの国立大学の一つである。2008年10月、シーナカリンウィロート大学の大学院における博士前期課程を修了した。それに伴い、Master of Scienceの学位を取得した。その後、日本に渡り、東京都府中市に所在する東京外国語大学にて、日本語を学んだ。東京外国語大学は、同名の国立大学法人が設置・運営している国立大学である。さらに、東京都八王子市に所在する首都大学東京の大学院に進学し、都市環境科学研究科の観光科学域にて学んだ。首都大学東京は、同名の公立大学法人が設置・運営している公立大学である。大学院では菊地俊夫より指導を受けた。在学中に「タイにおけるルーラルツーリズムの持続可能性――大都市遠郊農村と近郊農村の比較分析研究」と題した博士論文を執筆した。2014年9月、首都大学東京の大学院における博士後期課程を修了した。それに伴い、博士（観光科学）の学位を取得した。

### 観光学者として
大学院修了後は、和歌山県和歌山市に所在する和歌山大学に採用され、2016年4月より国際観光学研究センターで講師を務めた。和歌山大学は、同名の国立大学法人が設置・運営している国立大学である。日本の国立大学としては唯一観光学部を設置するなど、観光学に力を入れている大学である。その後、静岡県静岡市に所在する静岡県立大学に転じることになり、2019年4月に経営情報学部の准教授に就任した。静岡県立大学は、静岡県公立大学法人が設置・運営している公立大学である。経営情報学部においては、主として経営情報学科の観光マネジメントメジャーの講義を担当した。また、静岡県立大学の大学院においても、経営情報イノベーション研究科の准教授を兼務した。経営情報イノベーション研究科においては、主として経営情報イノベーション専攻の講義を担当した。

## 研究
専門は観光学であり、特に観光マネジメント、国際観光、観光発展、観光戦略など観光科学に関する分野について研究している。具体的には、アグリツーリズムによる農村振興や、観光を通じた世界農業遺産の振興について研究している。また、茶に関する観光についての研究にも取り組んでいる。学術団体としては、日本地理学会、世界緑茶協会、などに所属している。

## 人物
文筆活動も行っている。青年期よりタイの子供財団の出版局が主催する童話賞に作品を応募しており、1995年には「The rainbow sun」にて同賞を受賞し、出版されている。また、翌年にも「A girl's paper」を投稿して次点となり、こちらも出版されている。2009年には「The dream of a white fly」を投稿して再び同賞を受賞し、こちらも出版されている。また、ラーマ四世国王の生涯を描いた「Biography of King Rama IV」を執筆したが、この作品によりカサトリヤーラーム寺院が主催するタイエッセー賞を2005年に受賞している。

## 略歴
- 1978年 - 誕生[4]。
- 2001年 - ピブーンソンクラームラーチャパット大学人文学部卒業[1]。
- 2001年 - プラナコーンラーチャパット大学英語教師[3]。
- 2008年 - シーナカリンウィロート大学大学院エコツーリズム計画経営学域博士前期課程修了[1]。
- 2014年 - 首都大学東京大学院都市環境科学研究科博士後期課程修了[1]。
- 2016年 - 和歌山大学国際観光学研究センター講師[3]。
- 2019年 - 静岡県立大学経営情報学部准教授[3]。
- 2019年 - 静岡県立大学大学院経営情報イノベーション研究科准教授。

## 賞歴
- 1995年 - 子供財団出版局童話賞[11]。
- 1996年 - 子供財団出版局童話賞次点[11]。
- 2005年 - タイエッセー賞[11]。
- 2009年 - 子供財団出版局童話賞[11]。
- 2019年 - 持続可能なコミュニティ開発国際会議最優秀論文賞[11]。

## 著作

### 寄稿、分担執筆、等
- Rethinking Asian Tourism -- Culture, Encounters and Local Response, Ploysri Porananond and Victor T. King (ed.), Cambridge Scholars Publishing, 2014. ISBN 978-1-443-86458-9
- 矢ケ﨑典隆・菊地俊夫・丸山浩明編『ローカリゼーション――地域へのこだわり』朝倉書店、2018年。ISBN 978-4-254-16882-2